# Sébastien Coutant
Sébastien Coutant (26 de junio de 1978) es un deportista francés que compitió en esgrima, especialista en la modalidad de florete. Ganó una medalla de oro en el Campeonato Europeo de Esgrima de 2006, en la prueba por equipos.

## Palmarés internacional
| Campeonato Europeo | Campeonato Europeo | Campeonato Europeo | Campeonato Europeo  |
| Año                | Lugar              | Medalla            | Prueba              |
| ------------------ | ------------------ | ------------------ | ------------------- |
| 2006               | Esmirna (Turquía)  | Medalla de oro     | Florete por equipos |